# أرون وولفولك
أرون وولفولك (بالإنجليزية: Aaron Woolfolk)‏ هو مخرج أمريكي، ولد في 17 يناير 1969 في أوكلاند في الولايات المتحدة.

## وصلات خارجية
- أرون وولفولك على موقع IMDb (الإنجليزية)
- أرون وولفولك على موقع ألو سيني (الفرنسية)
- أرون وولفولك على موقع أول موفي (الإنجليزية)
- أرون وولفولك على موقع قاعدة بيانات الفيلم (الإنجليزية)
- أرون وولفولك على موقع كينوبويسك (الروسية)